# القنب الهندي في موريتانيا
يُعتبر القنب الهندي في موريتانيا غير قانونيًا؛ ومع ذلك فالبلاد تُعدُّ نقطة عبور رئيسية للقنب المغربي في طريقه إلى أوروبا.

## القانون
من غير القانوني زراعة القنب أو بيعه أو حيازته أو استخدامه في موريتانيا، وبالعودة إلى عام 1977؛ ذُكرَ في جلسات الاستماع أمام مجلس النواب الأمريكي أنَّ إدارة مكافحة المخدرات الموريتانية تفتقرُ إلى الموظفين والتدريب الكافي واللازم للتعامل مع قضية القنَّب في البلاد، كما أوصى المسؤولون الذين حَضروا جلسات الاستماع بأن تعتمد البلاد قوانين أكثر صرامة بشأن القنب.

## طريق تهريب الحشيش

### الاتجار
تُعدّ موريتانيا جزءًا من طريقٍ لتهريب القنب يمتد من المغرب عبر موريتانيا وإلى مالي ثم إلى مصر ومن ثم إلى أوروبا. الجدير بالذكر هنا أنّ ما يقرب من ثلث القنب المغربي يعبر طريق الساحل هذا. لقد اختار المغربُ المرور عبر موريتانيا لتصدير الحشيش وذلك تفاديًا للمرور عبر الجزائر التي يتنازعُ معها حول قضية الصحراء الغربية.
أثارَ الرئيس الموريتاني محمد ولد عبد العزيز في عام 2011 جدلاً عندما خفَّض عقوبة 5 من مهربي الكوكايين؛ وبعد بضعة أشهر أطلقت المحكمة سراح 30 مهربًا مُدانًا. تمَّ في العام الموالي تفكيك شبكة تهريب؛ واكتُشفَ أنها كانت تستخدم تصريحًا خاصًا لعبور الحدود حصلت عليهِ من رئيس الشرطة السابق في موريتانيا.
بحلول نيسان/أبريل 2015؛ أكَّد محمد ولد عبد العزيز في تقريرٍ عن الصحراء الغربية قدمه إلى مجلس الأمن التابع للأمم المتحدة أن «كمية كبيرة من القنب الهندي تنتقلُ من المغرب إلى شرق إفريقيا عبر موريتانيا.» تسبَّب تقريرهُ هذا في «اضطراب دبلوماسي» بين كلٍ من المغرب، موريتانيا وحتّى الجزائر بل طُرد كبير المستشارين في السفارة الجزائرية في نواكشوط على أساس أن الحكومة الجزائرية كانت مصدر هذه «الأكاذيب والادعاءات الكاذبة».

### المضبوطات
لا يزالُ تقرير الأمم المتحدة لعام 2009 حول الاتجار بالمخدرات يعتبر أن موريتانيا تفتقرُ إلى الموارد اللازمة لمعالجة قضايا المخدرات؛ وذلك بسببِ تسجيل عدد قليل جداً من مضبوطات المخدرات في البلاد. في كانون الثاني/يناير 2012؛ صادرت السلطات الموريتانية طنين من الحشيش في نواذيبو؛ و 3.6 طن في تمبدغة في أيّار/مايو 2012. بحلول شُباط/فبراير 2016؛ حكمت محكمة موريتانيّة بالسجنِ على 11 شخصًا بعد تورطهم في قضية تهريب 1.3 طن من الحشيش؛ وكانت بعض وسائل الإعلام قد أشارت إلى أن نجل الرئيس السابق محمد خونه ولد هيداله كان ضالعًا في عملية التهريب تلك. صادرت السلطات المغربية في فبراير/شباط 2017 ما مجموعه 3.13 طنًا من الحشيش في شاحنة عند معبر جويرواراتي بين المغرب وموريتانيا. وبعد شهر؛ وعند نقطة عبور جرجوار نفسها صادرت السلطات المغربية من جديدٍ 7.42 طنًا من الحشيش في شاحنة متجهة إلى موريتانيا.

## الزراعة
يُشير تقرير صدر عام 1996 إلى وجود قطع صغيرة من الحشيش مروية بسدٍ على نهر السنغال في جنوب موريتانيا.